# Blood, Sweat and Tears (album)
Blood, Sweat and Tears – piętnasty album muzyka country Johnny’ego Casha, wydany w 1963. Jest to kolekcja piosenek o amerykańskim robotniku. Płyta zawiera "The Legend of John Henry's Hammer" i "Busted" – druga piosenka została singlem, a obydwie pięć lat później ukazały się ponownie na jednym z najbardziej znanych albumów Casha, At Folsom Prison.

## Lista utworów
| 1. | "The Legend of John Henry's Hammer" (Johnny Cash, June Carter Cash)     | 8:24  |
|    |                                                                         |       |
| 2. | "Tell Him I'm Gone" (Cash)                                              | 3:03  |
|    |                                                                         |       |
| 3. | "Another Man Done Gone" (Vera Hall, Alan Lomax, John Lomax, Ruby Tartt) | 2:35  |
|    |                                                                         |       |
| 4. | "Busted" (Harlan Howard)                                                | 2:17  |
|    |                                                                         |       |
| 5. | "Casey Jones" (Cash)                                                    | 3:02  |
|    |                                                                         |       |
| 6. | "Nine Pound Hammer" (Merle Travis)                                      | 3:15  |
|    |                                                                         |       |
| 7. | "Chain Gang" (Howard)                                                   | 2:40  |
|    |                                                                         |       |
| 8. | "Waiting for a Train" (Jimmie Rodgers)                                  | 2:06  |
|    |                                                                         |       |
| 9. | "Roughneck" (Sheb Wooley)                                               | 2:11  |
|    |                                                                         |       |
|    |                                                                         | 29:33 |
|    |                                                                         |       |

## Twórcy
- Johnny Cash – główny wykonawca, gitara, wokal
- Carter Family – wokal wspierający
- Luther Perkins – gitara
- Bob Johnson – gitara, banjo
- Marshall Grant – gitara basowa
- W.S. Holland – bębny
- Maybelle Carter
- Bill Pursell – fortepian

Dodatkowi twórcy
- Frank Jones – producent
- Don Law – producent
- Vic Anesini
- Frank Bez – fotografia

## Notowania na listach muzycznych
Album – Billboard (Ameryka Północna)
| Rok  | Kategoria  | Pozycja |
| ---- | ---------- | ------- |
| 1963 | Albumy pop | 80      |

Single – Billboard (Ameryka Północna)
| Rok  | Singel   | Kategoria      | Pozycja |
| ---- | -------- | -------------- | ------- |
| 1963 | "Busted" | Single country | 13      |